# Trachylepis gravenhorstii
Trachylepis gravenhorstii (Duméril & Bibron, 1839) è un sauro della famiglia Scincidae, endemico del Madagascar.

## Distribuzione e  habitat
La specie è ampiamente diffusa in tutto il Madagascar, con l'eccezione dell'estrema parte settentrionale.
Popola habitat differenti, dalla foresta umida alla foresta spinosa; la sua presenza è stata documentata anche all'interno di piantagioni di caffè e di ylang-ylang.